# Antonio José Martínez Palacios
Antonio José Martínez Palacios (Burgos, 12 de diciembre de 1902-Estépar, 9 de octubre de 1936), conocido como Antonio José, fue un compositor, músico y folclorista español de la Generación del 27, fusilado por los golpistas que desencadenaron la Guerra Civil y enterrado en las fosas del Monte de Estépar.

## Biografía

### Infancia
Antonio José nació en Burgos el 12 de diciembre del año 1902. Su padre, Rafael Martínez Calvo, era maestro artesano confitero afiliado al Círculo Católico de Obreros de Burgos; su madre, Ángela Palacios Berzosa, era hija de una familia de agricultores de Ibeas de Juarros, localidad próxima a la ciudad de Burgos.

### Formación musical y composiciones
Desde pequeño mostró inclinación por la música. En 1909, sin cumplir aún los siete años, inició sus estudios en las Escuelas de San Lorenzo. Sus primeros pasos musicales los dio con los maestros Julián García Blanco y José María Beobide. Con apenas trece años, en 1915, compuso Cazadores de Chiclana y en 1920, becado por la Diputación Provincial de Burgos, marchó a Madrid para ampliar estudios musicales. Coincidió en esta ciudad con el maestro Jacinto Guerrero. Alumno aplicado, compuso en 1921 Sonata castellana, obra para piano que sería la base de su posterior Sinfonía castellana (1923). También de ese mismo año, 1921, es su obra Poemas de juventud que le valió un primer premio en un concurso y fue publicada dos años más tarde. En Madrid entabló amistad con músicos y personajes importantes de la cultura del momento, como el también burgalés Regino Sáinz de la Maza o Federico García Lorca, entre otros.[cita requerida] Su obra comenzaba a ser conocida y a gozar de un cierto prestigio.
Con tan solo 22 años compuso la ópera Minatchi, fechada en Madrid en junio de 1925, pero no se llegó a estrenar, sin embargo fue traducida al inglés. Según las investigaciones llevadas a cabo por el director de orquesta Javier Castro, el libreto presenta lagunas en el desarrollo, por lo que se supone que contenía partes no cantadas, que de momento se desconocen. El libretista fue el sacerdote jesuita Gaspar González Pintado, natural de Fuentecén, que colaboró con Antonio José en otras composiciones de tema religioso, llegando a ser su poeta de cabecera. La obra, que está .ambientada en la India, cuenta la historia de una princesa india que termina convirtiéndose al cristianismo. El traductor al inglés fue Cornelius E. Byrne, del que según las investigaciones llevadas a cabo por Castro, estuvo residiendo un año en el monasterio de San Salvador de Oña. La obra fue compuesta para colegios y congregaciones, según figura en el propio manuscrito de la obra.
En 1924 empezó la composición de Danza de bufones y sus Danzas burgalesas. De 1925 a 1929 impartió clases en el colegio San Estanislao de Málaga, lo que le permitió seguir componiendo. Escribe allí Danza burgalesa n.º 4. En 1927, con Sonata gallega, ganó otro premio y siguió publicando más obras; entre ellas, Evocaciones en la prestigiosa Unión Musical Española. Becado por el Ayuntamiento de Burgos, cursó estudios en París durante dos veranos (1925 y 1926). Inició la composición de su ópera El mozo de mulas, argumento basado en algunos capítulos del Quijote, a partir del libreto del músico bañezano Manuel Fernández Núñez.
En 1929, de vuelta a Burgos, se hizo cargo del Orfeón burgalés, en el que tuvo como alumno a Justo del Río, y de la escuela municipal de música. Con Justo del Río iniciaría una serie de viajes, por ellos mismos calificados de «científicos», a la búsqueda de temas folclóricos y populares. De esta etapa es el conocido Himno a Castilla que todavía se sigue interpretando. Promovió la carrera musical de Ángel Juan Quesada, quien fue subdirector del Orfeón Burgalés (y su director a partir de 1949). Antonio José fue uno de los colaboradores de la revista Parábola, de Eduardo de Ontañón.
Fruto de su labor de investigación fue la Colección de cantos populares burgaleses que apareció en 1932 y fue galardonada con un premio complementario en el Concurso Nacional de Música de ese mismo año, en el que el segundo fue obtenido por el músico, intérprete y también folclorista Agapito Marazuela por su Cancionero de Castilla la Vieja'.
En 1934 la Orquesta Sinfónica de Enrique Fernández Arbós estrenó en Madrid Preludio y Danza Popular, dos fragmentos de la ópera El mozo de mulas. La ópera se estrenaría completa en Burgos el domingo 12 de noviembre de 2017. Completaba su actividad musical impartiendo conferencias, publicando artículos y dirigiendo conciertos. En abril de 1936, fue invitado al Congreso que organiza la Sociedad Internacional de Musicología en Barcelona. Allí presentó una brillante ponencia sobre la canción popular burgalesa, recibida con grandes elogios por los ilustres asistentes. Antonio José contaba ya con un gran prestigio internacional. Su música para guitarra Romancillo infantil y Sonata (1933) son obras escritas atendiendo las peticiones del guitarrista burgalés Regino Sáinz de la Maza, de quien era amigo desde 1924 y a quien están dedicadas.

### Detención, cárcel y fusilamiento en Estepar
El éxito de la sublevación militar y golpe de Estado del 18 de julio de 1936 fue inmediato en la ciudad de Burgos, ya que en la madrugada del 19 de julio salieron las fuerzas militares de los cuarteles, armándose también a los falangistas, que comenzaron a realizar las detenciones, sacas y ejecuciones.
Antonio José fue detenido el 6 de agosto en su domicilio por un grupo de falangistas armados y trasladado a la Prisión Central de Burgos.
Las razones que se proponen para su encarcelamiento son varias: envidias por su labor y reconocimiento, malestar en los estamentos religiosos y caciquiles de la ciudad que no consiguieron captarlo y, esencialmente, por la necesidad del fascismo de eliminar las figuras de la vanguardia cultural. En este sentido, eran conocidas su participación en diversos cursos y conferencias del Ateneo Popular y sus colaboraciones en la revista Burgos Gráfico (en las que sólo se ocupaba de asuntos musicales o literarios), esta última especialmente odiada por los sectores más clericales y reaccionarios de la ciudad, sobre todo a raíz de un famoso editorial del año 1935 en el que se criticaba a las autoridades eclesiásticas locales por su actitud de amparo y encubrimiento hacia un sacerdote que había abusado de varias niñas en Estépar. Ante la ausencia de delitos se hicieron gestiones ante el gobernador militar de Burgos para su liberación que resultaron infructuosas.
La noche del 8 al 9 de octubre de 1936 se produjo la saca de una lista de 24 presos entre los que estaba el nombre de Antonio José Martínez. El músico solicitó ser esposado con un muchacho, «casi un niño», que trabajaba como aprendiz en la imprenta donde se hacía Burgos gráfico, confortándolo en esos últimos momentos. Fueron trasladados, ejecutados con fusil y arrojados a una de las fosas comunes de Estépar, localidad a unos veinte kilómetros de la capital burgalesa.
Hoy en día se considera relevante el testimonio de Ruiz Vilaplana, secretario judicial de Burgos en el momento del levantamiento, que protestaría ante la autoridad militar después de la saca. Según él, el militar al mando habría explicado que la sentencia de muerte de Antonio José se basaba en un artículo periodístico publicado por el compositor en la revista Burgos Gráfico, sospechoso de estar escrito con clave y, por tanto, de que el artista fuera un espía, lo que indignó a Vilaplana por tratarse de un artículo escrito meses antes al propio levantamiento, en marzo de 1936. El día 12 es ejecutado Julio, hermano de Antonio José, militante de la UGT y maestro de escuela.
El músico Antonio de la Fuente ha propuesto la arriesgada hipótesis de que el compositor burgalés pudo ser ayudado a huir, salvándose de ser asesinado en Estépar ya que, propone, no se ha identificado su cadáver entre los restos de las fosas de Estepar.

### Prohibición de su música
El 24 de mayo de 1938 se prohibió la interpretación de las composiciones de Antonio José. En el programa de un concierto de la Sociedad Coral Burgalesa en el Teatro Principal el día 25 se iba a interpretar Ay, amante mío, ante lo cual el Comisario Jefe, Modesto Baquero, por orden del delegado del Orden Público de Burgos, comunicó la prohibición de la interpretación de dicha pieza.

### Reivindicación de su figura
En los últimos años del franquismo comenzó poco a poco la rehabilitación de la figura y obra de Antonio José Martínez Palacios que había estado sepultada.

#### 1971 - Reivindicación en la revista Triunfo
En 1971, el escritor burgalés Santiago Rodríguez Santerbás dedica un artículo reivindicativo de la figura de Antonio José en la revista Triunfo (25 de diciembre de 1971), en el que cita unos elogios de Ravel a Antonio José.[cita requerida]

#### 2011 - Personaje de ficción de Óscar Esquivias
El escritor burgalés Óscar Esquivias convierte a Antonio José uno de los personajes principales de la novela Inquietud en el Paraíso (2011).

#### 2017 - Estreno de la óperaEl mozo de mulas
En 2017 se estrenó en Burgos la ópera inacabada El mozo de mulas completada por el músico y compositor Alejandro Yagüe fallecido en agosto de 2017.

#### 2018 - DocumentalAntonio José. Pavana triste
Durante 2016 y 2017 se rodó el documental "Antonio José. Pavana triste" dirigido por Gregorio Méndez y producido por Sergi Gras sobre la vida del compositor burgalés. El documental traza un paralelismo entre el transcurrir vital y creativo de Antonio José, miembro casi olvidado de la generación musical del 27 y asesinado al comienzo de la guerra civil, y la España social y política del primer tercio del siglo XX.

#### 2021 - Estreno de fragmentos deMinatchi
Con motivo del homenaje llevado a cabo en Burgos, con motivo del 85.º aniversario de su fusilamiento, el 12 de octubre se estrenaron en el Teatro Principal y por el coro Ars Nova, dirigido por Javier Castro, algunas piezas de la ópera Minatchi.

## Premios y honores
- 1932 - Colección de cantos populares burgaleses, ganó el tercer premio (ex aequo) en el Concurso Nacional de Música convocado por el Ministerio de Instrucción Pública y Bellas Artes el 1 de junio de 1932. El fallo se publicó en el n.º 347 de la Gaceta de Madrid el 12 de diciembre de 1932. El primer premio quedó desierto y el segundo premio fue para el Cancionero de Agapito Marazuela.

## Obra

### Composiciones musicales
- Cazadores de Chiclana (1915)
- Sonata en Sol Mayor para piano (1917).
- Vals en La Mayor para piano (1917).
- Variaciones para piano (1918).
- Sonata castellana (1921)
- Poemas de juventud (1921)
- Debajo de Haydn (1923), obra orquestal.
- Sinfonía castellana (1923). Consta de cuatro movimientos: «El campo», «Paisaje al atardecer», «Nocturno» y «Danza Burgalesa».
- Minatchi (1925), ópera de temática religiosa ambientada en la India.[3]
- Sonata gallega (1926) para piano.[22]
- Lamentación segunda (1927), obra orquestal.
- Evocaciones no. 2  (1928), obra orquestal.
- Himno a Castilla (1929)
- Danzas burgalesas
- El mozo de mulas: completada por Alejandro Yagüe, estrenada en versión de concierto el 12 de noviembre de 2017 en el MEH por la Orquesta Sinfónica de Burgos.[23]
- Suite ingenua para piano y cuerdas  (1929), obra orquestal.
- Marcha para soldados de plomo
- Sonata para guitarra (1933)
- Romancillo Infantil para guitarra
- Preludio y danza popular (1934), obra orquestal.

### Escritos y artículos
- Amaya. 17 de mayo de 1923. Inédito hasta 2002.[24]
- «¡El maestro Bretón ha muerto!». El Castellano (Burgos): 1. 4 de diciembre de 1923.
- «Apunte inútil». Diario de Burgos (Burgos): 1. 8 de octubre de 1925.
- «Una escuela». Diario de Burgos (Burgos): 1. 17 de diciembre de 1925.
- «Un nuevo instrumento musical». Diario de Burgos (Burgo]): 1. 12 de agosto de 1926.
- «El arte de dirigir». Diario de Burgos (Burgos): 1. 14 de agosto de 1926.
- «Boris Godounov». Diario de Burgos (Burgos): 1. 18 de agosto de 1926.
- «Carta al "señor José"». Diario de Burgos (Burgos): 1. 27 de noviembre de 1926.
- «De arte y de artistas». Diario de Burgos (Burgos): 1. 4 de noviembre de 1927.
- «Una de tantas opiniones: la mía». Diario de Burgos (Burgos): 1. 25 de septiembre de 1927. Publicado en 1927 con algunas modificaciones: «Discrepancias estético-musicales». La Unión Mercantil (Málaga), 15-12-1927 pp. 1-2; 21-12-1927, pp. 1.
- «De la vida musical». Diario de Burgos (Burgos): 1. 25 de mayo de 1928.
- «Ravel, el público y la crítica». Diario de Burgos (Burgos): 1. 27 de noviembre de 1928.
- «Orfeón Burgalés». Diario de Burgos (Burgos): 1. 2 de abril de 1929.
- Sobre la vida, 1929, la cultura, cultura ética, deporte, amor, trabajo, España y política. 1929. Inédito hasta 2002.[24]
- «Bibliografía sacro-musical». Diario de Burgos (Burgos): 1. 4 de abril de 1930.
- «La exposición de Saturnino Calvo. Nota de advertencia y apreciación». Diario de Burgos (Burgos): 1. 28 de junio de 1930.
- «"La remuneración del espíritu"». El Faro de Vigo (Vigo). 11 de 1931. También fue publicado en Ritmo (Madrid) (45): 9-10. 1931.
- «Carta-invitación al homenaje a Salinas y Cabezón, organizado por la Tertulia del Ciprés». Diario de Burgos (Burgos): 1. 21 de junio de 1934.
- «Tema de jota». Diario de Burgos (Burgos): 1. 30 de enero de 1929. También publicado con algunas variantes en «Tema de jota». Musicografía (Monóvar) (10): 28-30. 1934.
- «Variación sobre un tema de jota». Diario de Burgos (Burgos): 1. 31 de enero de 1929. También publicado con algunas variantes en «Variación sobre un tema de jota». Musicografía (Monóvar) (11): 54-56. 1934.
- «¡A la coda!». Musicografía (Monóvar) (30): 220-221. 1935. Publicado también en Burgos gráfico (Burgos) (1): 4. 1935.
- «Impromptu». Burgos gráfico (Burgos) (2): 6. 1935.
- «Coplas sefardíes». Boletín de la Comisión Provincial de Monumentos Históricos y Artísticos de Burgos (Burgos) (42): 413-418. 1933. Publicó una segunda versión en Burgos gráfico (Burgos) (3). 1935.
- «La gratitud de Antonio José». Diario de Burgos (Burgos): 1. 19 de mayo de 1936.

## Discografía
- Preludio; Suite ingenua; Evocaciones; Sinfonía castellana. Orquesta Nacional de España, director: Jesús López Cobos. Caja de Ahorros Provincial de Zamora, 1986 (Colección de autores e intérpretes zamoranos)
- Coro de RTVE. Director: Marcos Vega: Antonio José, integral de su música para coro. RTVE-Música, 1997
- Coro de RTVE. Director: Mariano Alfonso: Antonio José, obra coral. Ayuntamiento de Burgos, col. Música e imagen, 2003.
- Sinfonía castellana, Evocaciones, El mozo de mulas, Spanish Classics, Orquesta Sinfónica de Castilla y León, director: Alejandro Posada, Naxos 2003.
- Sonata para Guitarra. Intérprete: José Antonio Escobar Olivos (CHILE). Certamen Internacional de Guitarra Clásica Julián Arcas. Sello RTVE-Música 2005
- Integrales para guitarra. Romancillo infantil y Sonata. Juan José Sáenz (guitarra). Tañidos, Several Records, 1994.
- Improvisación para órgano y Elegía: Oh Jesús agonizante. Esteban Elizondo Iriarte (órgano) y Arantza Ezenarro (soprano). en José María Beobide y su discípulo Antonio José: obras para órgano, Aeolus Records, 2006.
- Obra para piano. Sonata gallega, Poema de la juventud, Evocaciones, Tres Danzas burgalesas, Marcha para soldados de plomo. José Luis Bernaldo de Quirós (piano). Piccolo PCES0211. Burgos: Instituto Municipal de Cultura, 2002.
- Música tradicional castellana. El cancionero burgalés. Homenaje a Antonio José, del Grupo musical Orégano de Burgos. Guimbarda DD-22043/44, 1981.
- [Paisaje de atardecer. Sonatas de Antonio José]. Idoia Colás (Piano) & Antonio de la Fuente (Guitarra), Granada: Arcomúsica - IMC Ayto. Burgos, 2011.
- Antonio José. El Canto del dolor. Obras para piano recuperadas por Carlos Goicoechea. Publicaciones de la Excma. Diputación Provincial de Burgos, Instituto Municipal de Cultura del Ayuntamiento de Burgos y Obra Social Caja de Burgos, 2012.
- [Minatchi. Canciones de Antonio José]. Miriam Zubieta (Soprano) & César Vallejo (Piano), Granada: Arcomúsica - IMC Ayto. Burgos, 2014.
- Antonio José, El mozo de mulas. Orquesta Sinfónica de Burgos. Francisco Corujo (tenor), Alicia Amo (soprano), Coro de la Federación Coral Burgalesa. Director: Javier Castro- Fundación Caja de Burgos, 2017.

## Documental sobre Antonio José
- 2018 - Antonio José. Pavana triste, documental de 93 minutos, dirigido por Gregorio Méndez y producido por Sergi Gras.[19]